# Římskokatolická farnost Penčice
Římskokatolická farnost Penčice je územním společenstvím římských katolíků v rámci přerovského děkanátu olomoucké arcidiecéze s farním kostelem svatého Petra a Pavla.

## Historie
Farní kostel je poprvé zmiňován roku 1443.

## Duchovní správci
Od července 2014 je administrátorem excurrendo R. D. Mgr. Stanislav Čevela.

## Bohoslužby
| Kostel                | Místo   | Bohoslužba (den)           | Hodina                          | Poznámka     |
| --------------------- | ------- | -------------------------- | ------------------------------- | ------------ |
| svatého Petra a Pavla | Penčice | sobota pátek (1. v měsíci) | 17.00 (zima)/18.00 (léto) 16.30 | Farní kostel |

## Aktivity farnosti
Ve farnosti se pravidelně koná tříkrálová sbírka. V roce 2017 se při ní v Penčicích vybralo 1 350 korun.
V letech 1995 až 2018 vycházel pro všechny farnosti děkanátu Přerov měsíčník Slovo pro každého.